# Ondigus bicolor
Ondigus bicolor är en stekelart som beskrevs av Braet, Barbalho och Van Achterberg 2003. Ondigus bicolor ingår i släktet Ondigus och familjen bracksteklar. Inga underarter finns listade i Catalogue of Life.